# Tangga Batu I
Tangga Batu I is een bestuurslaag in het regentschap Toba Samosir van de provincie Noord-Sumatra, Indonesië. Tangga Batu I telt 1302 inwoners (volkstelling 2010).